# Ivana Wong
Ivana Wong (en chino tradicional, 王菀之; pinyin, Wang Wanzhi; jyutping, Wong Jyun-zi; nacida el 18 de junio de 1979) es una cantante y compositora cantopop hongkonesa.

## Carrera
La primera actuación pública de Ivana Wong, fue nominada dentro de la categoría de la Sociedad de Compositores y Autores de Hong Kong, organizado por el Festival de la Canción de Escritores en el 2000, en la que obtuvo el primer lugar. Poco tiempo después, escribió temas musicales para cantantes chinos como Jacky Cheung, Sammi Cheng y Jolin Tsai.
Firmó con el sello Universal Music (環球唱片) en el 2004 como artista integral (compositora, letrista y cantante). El 5 de octubre de 2004, interpretó a dúo con el cantante Jacky Cheung, una canción titulada "Estoy realmente dolida" (我真的受傷了), con una actuación en directo y comenzó su fama.
En mayo del 2005, su primer disco EP titulado "Ivana 王菀之" se publicó con excelentes ventas, clasificándose como el álbum más vendido en el HMV durante varias semanas. Continuando su éxito, con su segundo álbum titulado "Me gusta mi nombre", que fue lanzado cinco meses después en noviembre del 2005.
En el 2008, su álbum "Ivana" con canciones cantadas en mandarín (王菀之 Ivana 首張國語創作專輯), fue galardonada en los Top 10, como uno de sus discos más vendidos en los IFPI de Hong Kong.

## Composiciones
Álbumes de Ivana's
"Ivana王菀之"
- "Tricks" (把戲)
- "Wanna Fly" (想飛)
- "Touched in One Second" (一秒感動)
- "Missing You" (心掛掛)
- "I'll Remember You" (我會記得你)
- "Now I See the Reason" (原來如此)
- "I Am Really Hurt" (in Mandarin, 我真的受傷了)
- Hidden Track - "Thunder and Lightning" (French Demo, 雷電)

"I Love My Name"
- "Hopes in Hand" (手望)
- "Caution, Fragile" (小心易碎)
- "Thunder and Lightning" (雷電)
- "Denunciation" (面斥不雅)
- "Sudden Dance" (忽然起舞)
- "Love Has It All" (English)
- "Thanks for Your Dream" (多得你夢)
- "Love Myself" (愛自己)
- "Little Angel" (in Mandarin, 小天使)
- "I Cannot Recall It" (in Mandarin, 我想不起)
- "Hopes in Hand (Care Version)" (手望(守望版)), featuring Hins Cheung (張敬軒)

"詩情．畫意(Ivana Wong 2006 New Album)"
- "Poem's Passion" (詩情)
- "Painting's Meaning" (畫意)
- "(Paris Doesn't Have A) Ferris Wheel" ((巴黎沒有)摩天輪)
- "Together with the Clock's Time" (融了鐘的時間)
- "Bliss" (幸福)
- "Wanted Love, Not in Love" (想愛不相愛)
- "Flying With Your Lover" (與愛人飛)
- "Starry Sky" (滿天星)
- "To Hate With Qualification" (恨也講資格)
- "I Really Love You" (我好愛你)
- "Poem's Passion - Calm Mix" (詩情 - 清心Mix)

"Read my Senses(Ivana Wong 2007 New Songs + Best Selections Album)"
- "Truth" (真心話)
- "Mask" (面具)
- "Home Reunion" (重見家圓)
- "Love you Forever" ( 一輩子愛您)
- "There is nothing sad about misconception" (是一個誤會沒什麼可悲)
- Hidden Track - "Girl from Ipanema"

"王菀之Ivana首張國語創作專輯(Ivana's First Mandarin Album)"
- "It's Love" (是愛)
- "Love and Kiwi" (愛與奇異果)
- "Why can it be lonely" (怎麼會寂寞)
- "Self Entertaining" (自娛)
- "Learned" (學會)
- "You're my true love" (你是我最愛的人)
- "Improvise" (揣摩)
- "Since" (自從)
- "Spinning Ferris Wheels" (流轉摩天輪)
- "Winter Dreams" (冬夢)
- "Lost" (迷湖)
- Bonus Track - "Why aren't you here" (Demo, 冬眠)
- Bonus Track - "Where's my teddy?" (Demo, 恨也講資格)
- Bonus Track - "Amazing Grace" (奇異恩典)

“Infinity Journey"
- "I Come from Mars" (我來自火星)
- "How Long is Forever" (永遠幾遠)
- "The Colour of Glass" (玻璃色)
- "Shower Head" (花灑)
- "My Man is Coming" (郎來了)
- "The Black Kitty and I"(小黑與我)
- "The God Does Not Reply" (呼天不應)
- "In Love with Your Bed" (戀上你的床)
- "Sentimental" (多愁善感)
- "Love Thinner Than Paper" (情比紙薄)
- "A Greek Maiden besides the Wishing Well" (in Mandarin, 許願池的希臘少女)
- "I Come from Mars (Infinity Journey Mix)” (我來自火星-Infinity Journey Mix)

“On Wings of Time"
- "She threw a match" (in Mandarin, 她扔了根火柴)
- "Moon said" (月亮說)
- "Big Ben" (大笨鐘)
- "Song of Low-Tech" (低科技之歌)
- "I'm Sorry" (English)
- "I Do Not Intend to Tear" (in Mandarin, 我不打算流眼淚)
- "Small Reunion" (小團圓)
- "Remember Remember" (記住 記住), Duet with Shilei Chang (常石磊)
- "The Candy is Poisonous" (粒糖有毒)
- "Lost Art" (迷失藝術)
- "The Moon Matter" (in Mandarin, 月亮事)
- "Mary had a little clock" (English)

“Octave"
- "Open Cage Bird" (開籠雀)
- "Octave Gigher" (高八度)
- "Musical Show" (歌舞劇)
- "Voice Outside Painting" (畫外音)

“Cinema of Love"
- "Vista" (柳暗花明)
- "Doomsday" (末日)
- "Anne Frank" (安妮·法蘭克)
- "Missed Address" (in Mandarin, 錯過了地址)
- "Best" (最好的)
- "Colors of the Wind"
- "I dreamed a dream"

“The Songbird Anthology"
- "Water Lily" (水百合)
- "Love You Next Time" (下次愛你)

“Atmosphere: 霧"
- "Made of Water" (in English)
- "Leave Blank" (留白)
- "Queen's Restaurant" (皇后餐廳)
- "Flower of Life" (生命之花)

Other songs
- "It is just misunderstanding and not tragic at all" (是一個誤會沒甚麼可悲)
- "Red Cheek" (臉紅), in NEO ACOUTSTIC MOVEMER Vol. 1
- "Little Happy Doctor" (快樂小博士)
- "Please Let Me Hold Someone" (讓我擁抱一個人) in 903 Sammy and Kitty Opera 06'

Compositions for other singers (Incomplete) 
- Jacky Cheung -  "I Am Really Hurt" (in Mandarin, 我真的受傷了);
- Sammi Cheng (鄭秀文) - "In Love with Your Bed" (戀上你的床);
- Remus Choy (蔡一傑) - "Addiction" (上癮);
- 2R - "Creating My Wonders" (變出我精彩);
- Fiona Sit (薛凱琪) - "Hibernation / Vie-Ya" (冬眠/Vie-Ya);
- Fiona Sit - "The Black Kitty and I" (小黑與我);
- Gigi Leung - (梁詠琪) - "When I fell in love" (愛上你開始);
- Gigi Leung - (梁詠琪) - "First thought" (初心)
- Otto and Osman @ EO2 - "Wow Wow Wow" (嘩嘩嘩) in 903 Sammy and Kitty Opera 06'
- Kelly Chen (陳慧琳) - "Fumi Saimon's Woman" (柴門文的女人);
- Joey Yung (容祖兒) - "The God Does Not Reply" (呼天不應);
- Leo Ku (古巨基) - "Shower Head" (花灑);
- Leo Ku - "Human" (我生);
- Miriam Yeung (楊千嬅) - "My Man is Coming" (郎來了);
- Andy Hui (許志安) - "After Tomorrow" (明日之後);
- Jolin Tsai (蔡依林) - "A Greek Maiden besides the Wishing Well" (許願池的希臘少女);
- Hacken Lee (李克勤) - "Love Thinner Than Paper" (情比紙薄), etc.